# Galerie nationale d'Art moderne et contemporain
La galerie nationale d'Art moderne et contemporain (en italien : Galleria nazionale d'arte moderna e contemporanea) ou GNAM, est un musée national italien situé dans la villa Borghèse à Rome et ouvert en 1883. Il s'agit du seul musée national italien essentiellement dédié aux œuvres d'art moderne de 1840 à 1970 et dans une moindre mesure à l'art contemporain. Le musée fait partie de la galerie qui comprend  : le musée Boncompagni Ludovisi des Arts Décoratifs, le musée Hendrik Christian Andersen, la Collection Manzù et le musée Mario Praz.

## Historique
La galerie nationale d'Art moderne est créée en 1883 peu de temps après l'intégration de Rome au royaume d'Italie et la proclamation de la République en 1870. À cette époque elle se trouve dans le Palazzo delle Esposizioni de la via Nazionale. Pour 1911, à l'occasion de l'Exposition internationale de Rome, le gouvernement décide d'édifier un nouveau musée dans la Villa Borghèse sur les plans de l'architecte Cesare Bazzani. Dès 1912, le musée s'ouvre aux œuvres du XXe siècle.

## Collections et expositions
Les collections de la galerie nationale d'Art moderne et contemporain sont principalement constituées d'œuvres d'artistes italiens de la deuxième partie du XIXe et de la première moitié du XXe siècle. Les 55 salles du musée présentent ainsi un total de 1 100 œuvres. Parmi les artistes italiens se trouvent Giacomo Balla, Umberto Boccioni, Vittorio Matteo Corcos, Giorgio de Chirico, Giovanni Fattori, Renato Guttuso, Amedeo Modigliani, Giorgio Morandi, Giacomo Manzù, Giuseppe De Nittis, Alberto Burri, Antonio Canova, Lucio Fontana, Filippo Palizzi, Fabio Mauri, etc. Les collections du musée regroupent aussi des œuvres d'artistes étrangers tels que Alexander Calder, Paul Cézanne, Gustave Courbet, Marcel Duchamp, Alberto Giacometti, Georges Braque, Edgar Degas, Wassily Kandinsky, Piet Mondrian, Claude Monet, Jackson Pollock, Felicia Pacanowska, Auguste Rodin, Vincent van Gogh, Yves Klein...
La galerie présente également des expositions temporaires, principalement centrées sur les artistes italiens mais s'ouvre régulièrement à des artistes de la scène internationale.

## Quelques œuvres
- Boldini
  - Portrait de Mlle Lantelme
  - Portrait de Giuseppe Verdi
  - La Marquise Luisa Casati avec des plumes de paon
- Bourdelle : Heraklès archer
- Canova : Hercule et Lichas
- De Chirico
  - Les Muses Inquiétantes
  - Autoportrait
  - Lucrèce
  - L'Atelier de l'artiste à Paris
- Klimt : Les Trois Ages de la femme
- Miro : La Complainte des amants
- Modigliani : Portrait de Hanka Zborowska
- Mondrian : Grande Composition
- Van Gogh : 
  - L'Arlésienne (Madame Ginoux)
  - Le Jardinier

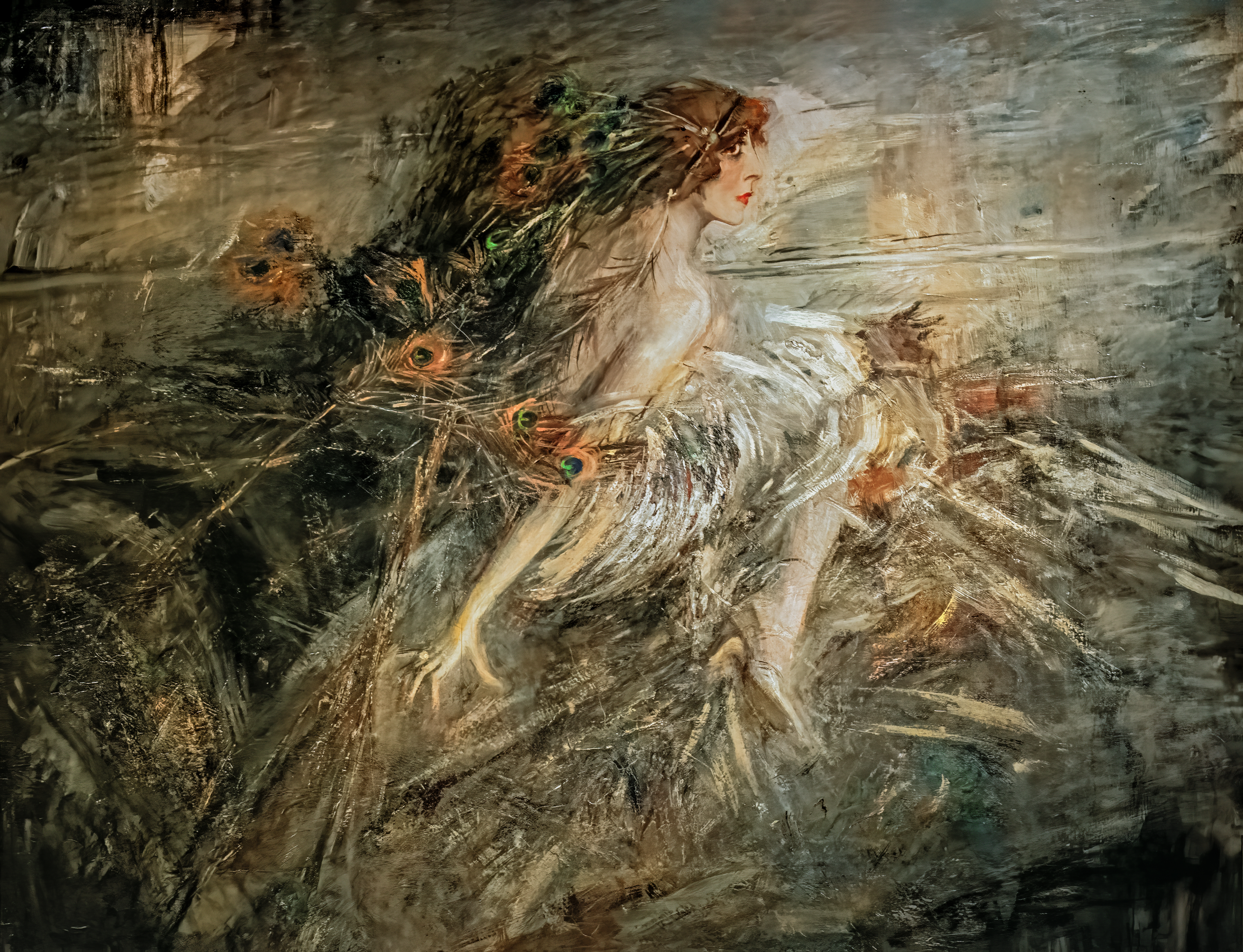
Giovanni Boldini : La Marquise Luisa Casati avec des plumes de paon
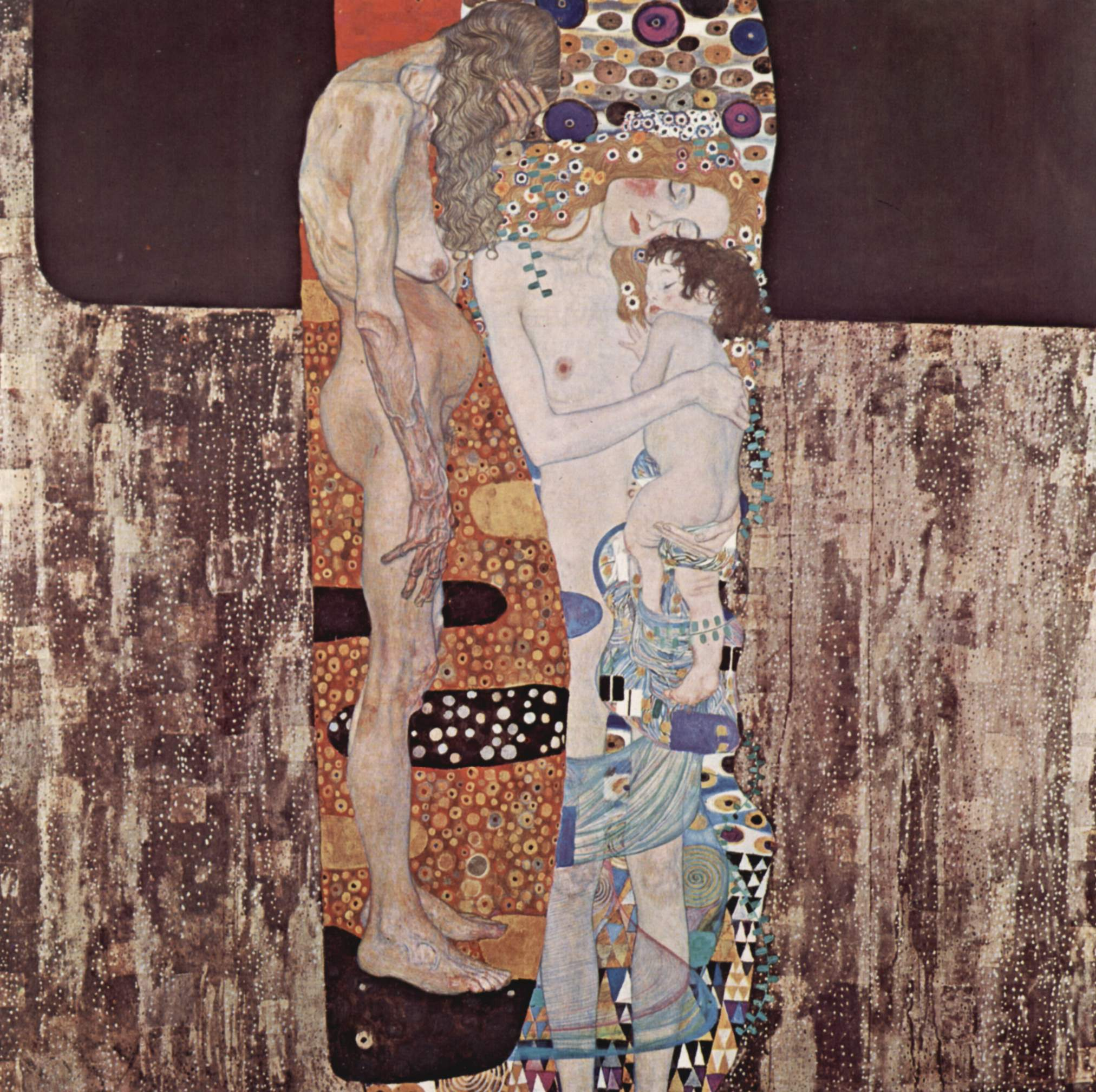
Klimt : Les Trois Âges de la femme
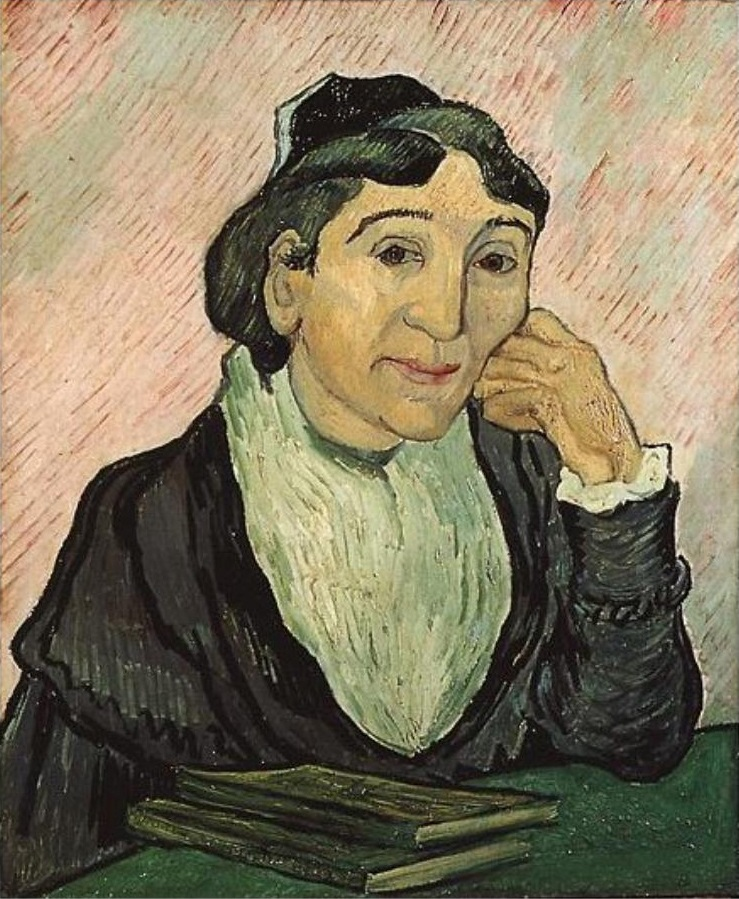
Van Gogh : L'Arlésienne (Madame Ginoux)
Van Gogh : Le Jardinier
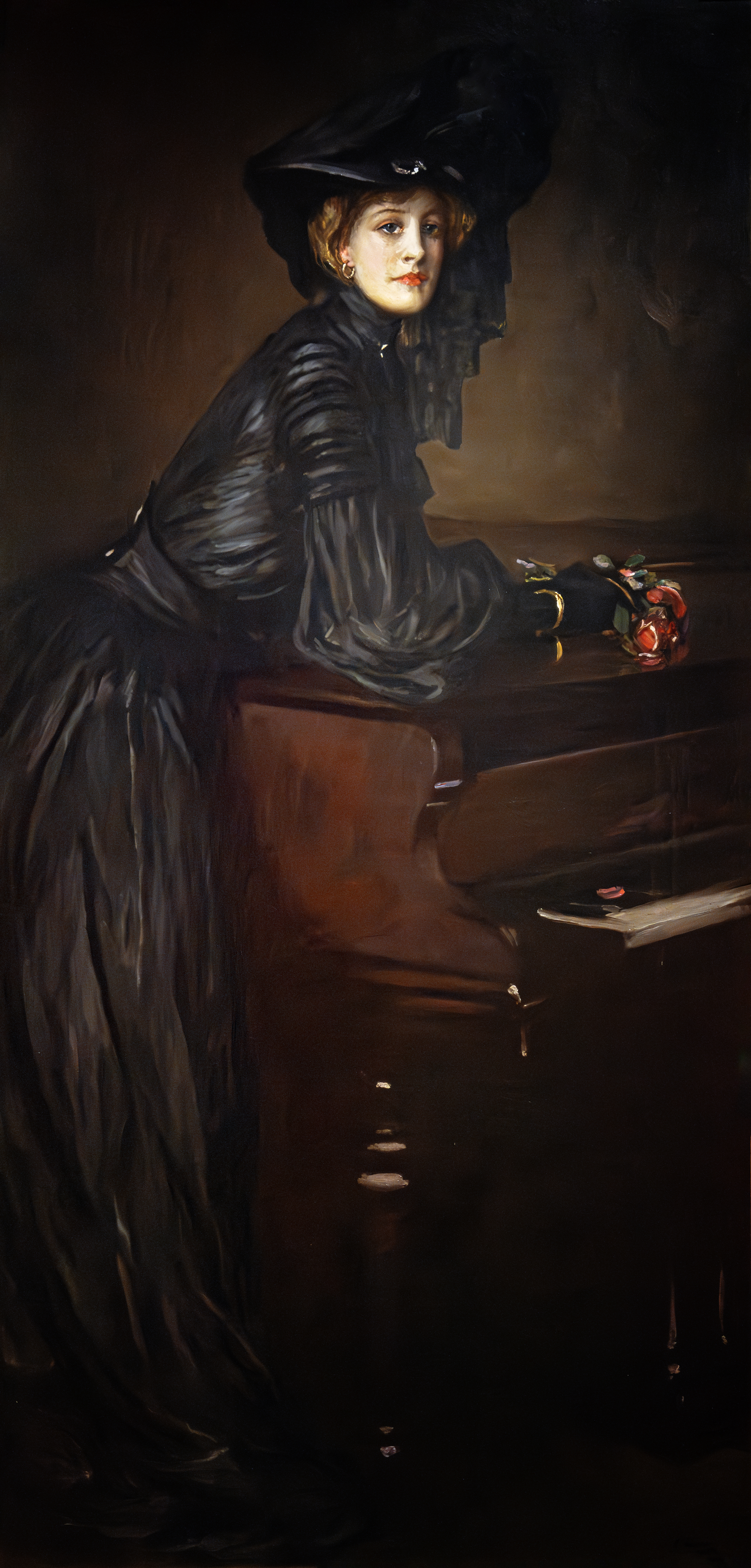
John Lavery Polymnia, 1932
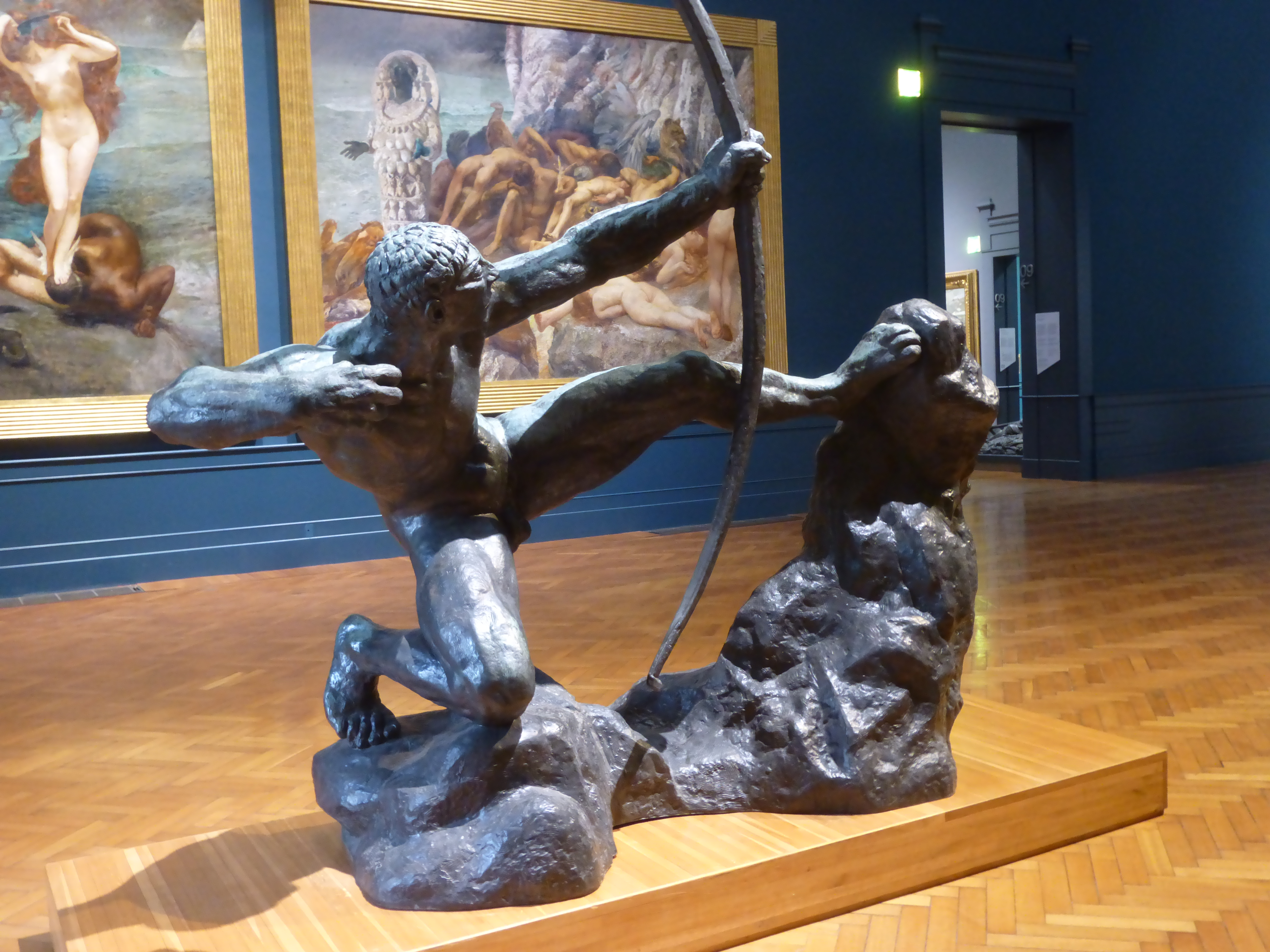
Bourdelle : Hercule archer
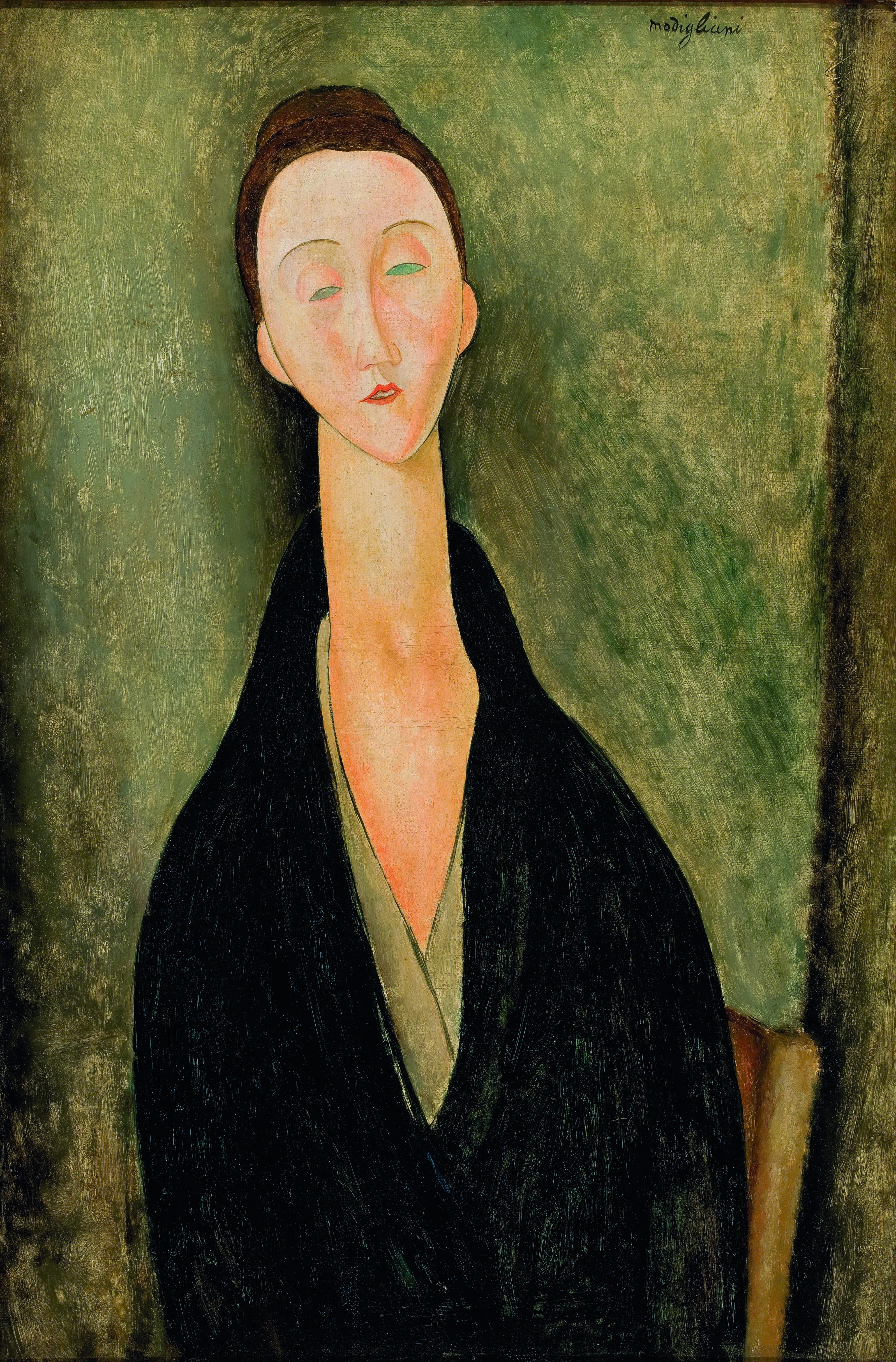
Modigliani : Portrait de Hanka Zborowska
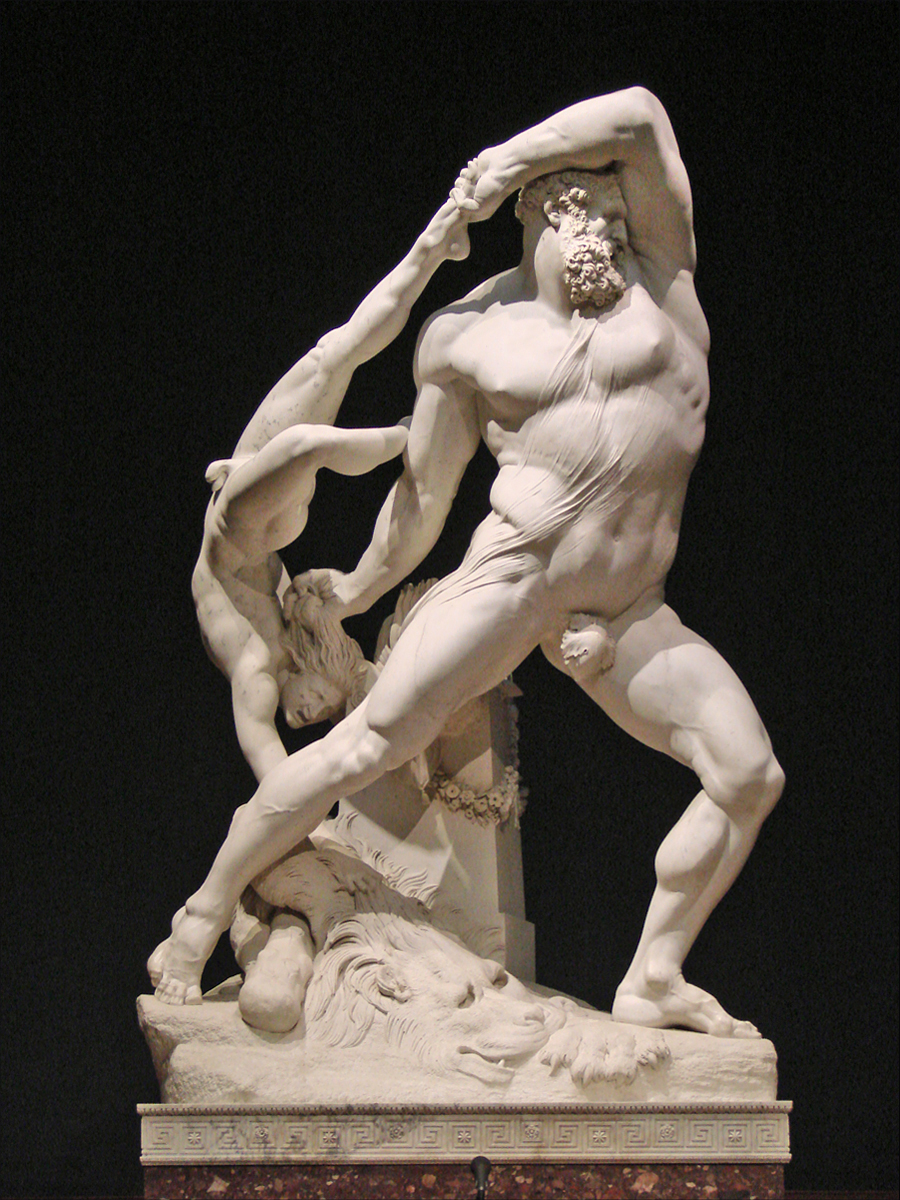
Canova : Hercule et Lichas
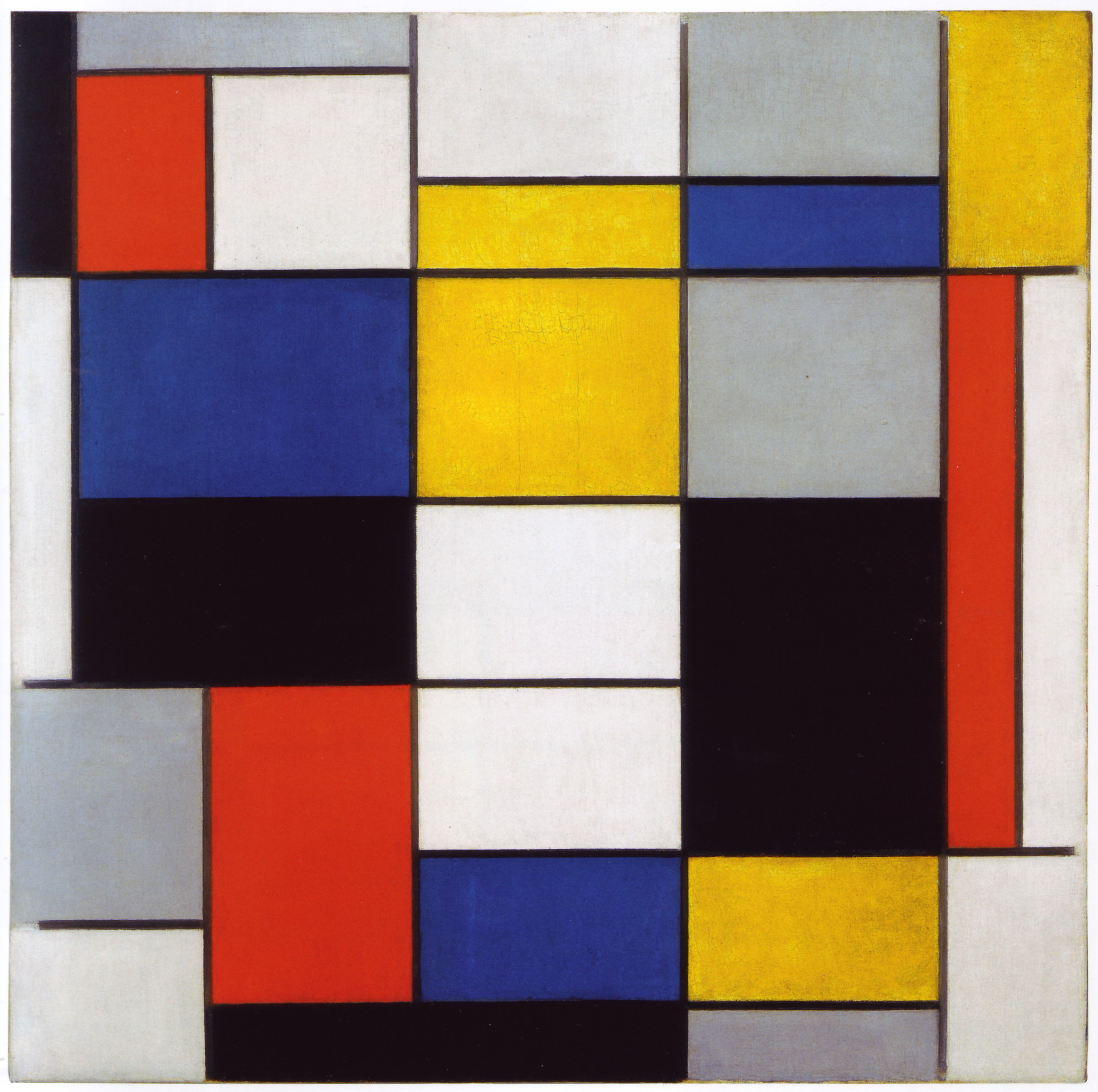
Piet Mondrian : Grande composition